# Hallo, Onkel Doc!
Hallo, Onkel Doc! ist eine deutsche Krankenhausserie. Sie wurde von 1994 bis 2000 von Sat.1 produziert und erstmals ausgestrahlt.

## Handlung
Kinderchirurg Markus Kampmann kehrt in seine Heimat Heidelberg zurück, nachdem ein Patient bei einer Operation in den USA gestorben ist, die Dr. Markus Kampmann leitete. Obwohl Markus zunächst entschlossen ist, nie wieder als Chirurg zu arbeiten, kann Hermann Lüders, der beste Freund seines Vaters Albert, ihn für den Chefarztposten seiner Kinderklinik gewinnen.
In seiner Tätigkeit als Chefarzt hat es Markus nun mit den schwierigsten medizinischen Fällen zu tun, die er aber zumeist lösen kann. Es gelingt ihm schnell, das Vertrauen seiner Patienten zu gewinnen, was seiner Arbeit zugutekommt. Auch privat erlebt Markus einige Turbulenzen.
Zu Beginn der 6. Staffel wurde das Konzept der Serie drastisch verändert. Neuer Schauplatz war nun die Geldorf-Klinik in Düsseldorf, die Besetzung wurde fast komplett ausgetauscht. Als Verbindung blieb nur Heike Jonca in ihrer Rolle als Schwester Hilde. Nach der 6. Staffel wurde die Serie eingestellt.

## Besetzung
Dr. Markus Kampmann wird nach einem Aufenthalt in den USA Chefarzt der Kinderklinik Prof. Lüders. Er ist ein hochqualifizierter Kinderchirurg, der schnell einen guten Draht zu seinen Patienten aufbauen kann. Markus führt im Laufe der Serie einige Beziehungen, die engste mit Dr. Corinna Halver. Eines Tages erfährt er, dass er eine Tochter namens Manuela hat. Schließlich hört Markus endgültig als Kinderchirurg auf und kehrt in die USA zurück. Darsteller: Ulrich Reinthaller.
Dr. Corinna Halver ist Kinderpsychologin an der Lüders-Klinik. Nach einer Intrige von Mareike Ritter arbeitet sie kurze Zeit im Kinderhaus Mosbach, kehrt aber bald wieder zurück. Schnell entdecken Markus und Corinna ihre Gefühle füreinander und kommen zusammen. Kurz nachdem Corinna erfahren hat, dass sie schwanger ist, kommt sie bei einem tragischen Autounfall ums Leben. Darstellerin: Svenja Pages.
Jean-Paul Benoit ist ein französischer Junge, der bei einem Autounfall seine Eltern verlor und nach einem komplizierten Beinbruch lange behandelt werden muss. Mit Markus verbindet ihn schnell eine besondere Freundschaft. Jean-Paul gefällt es in der Lüders-Klinik so gut, dass er sie nicht mehr verlassen möchte. Eines Tages wird Jean-Paul aber von seinem Onkel abgeholt und zieht zusammen mit ihm nach Kanada. Darsteller: Andreas Schmid.
Prof. Hermann Lüders ist der Leiter der Kinderklinik Prof. Lüders. Ihm liegt das Wohl seiner Klinik sehr am Herzen. Prof. Lüders stellte Markus anstelle seines Sohnes als Chefarzt ein. Er zieht sich später zurück und heiratet Oberschwester Horn, die er liebevoll „Hörnchen“ nennt. Darsteller: Ulrich Matschoss.
Dr. Gregor Lüders ist der Sohn von Prof. Hermann Lüders und Arzt an dessen Klinik. Gregor strebte den Chefarztposten an, den aber Markus Kampmann bekommt. Nach anfänglich großen Spannungen bessert sich sein Verhältnis zu Markus später deutlich. Gregor war mit der Verwaltungschefin Mareike Ritter zusammen. Bei einem Hilfseinsatz in Namibia stirbt Gregor nach einem Schlangenbiss. Darsteller: Ralf Lindermann.

### Weitere Darsteller
| Schauspieler            | Rollenname                 | Folgen | Bemerkungen                                                                                               |
| ----------------------- | -------------------------- | ------ | --- |
| Ramin Yazdani           | Dr. Fazal Bahrami          | 1–14   | Anästhesist, bester Freund von Dr. Kampmann                                                               |
| Walter Schultheiß       | Albert Kampmann            | 1–75   | Markus’ Vater und bester Freund von Prof. Hermann Lüders                                                  |
| Heike Schroetter        | Mareike Ritter             | 1–75   | Verwaltungschefin, Freundin von Dr. Gregor Lüders                                                         |
| Eva Maria Bauer         | Oberschwester Gertrud Horn | 1–75   | zunächst Oberschwester, später Ehefrau von Prof. Hermann Lüders                                           |
| Joost Siedhoff          | Georg „Schorsch“ Zehringer | 1–64   | Hausmeister                                                                                               |
| Thure Riefenstein       | Stefan Köhler              | 1–13   | Leiter des Kinderhauses Mosbach                                                                           |
| Thomas Naumann          | Dr. Brock                  | 1–23   | Assistenzarzt in der Lüders-Klinik                                                                        |
| Heike Jonca             | Schwester Hilde            | 1–81   | Erst Krankenschwester und später Oberschwester in der Lüders-Klinik und später auch in der Geldorf-Klinik |
| Ann-Kathrin Kramer      | OP-Schwester Anna          | 1–14   | Krankenschwester in der Lüders-Klinik                                                                     |
| Astrid M. Fünderich     | Schwester Ina              | 15–74  | Krankenschwester in der Lüders-Klinik                                                                     |
| Maria Furtwängler       | Dr. Charlotte Weiß         | 32–64  | Ärztin in der Lüders-Klinik                                                                               |
| Marlene Marlow          | Schwester Sonja            | 56–66  | Krankenschwester in der Lüders-Klinik                                                                     |
| Andreas Maria Schwaiger | Dr. Christian Ritter       | 74–81  | Oberarzt der Geldorf-Klinik                                                                               |
| Michele Oliveri         | Prof. Beckmann             | 74–81  | Chefarzt der Geldorf-Klinik                                                                               |
| Elisabeth Wiedemann     | Marlene Geldorf            | 66–81  | Klinik-Mäzenin der Geldorf-Klinik                                                                         |

### Gastdarsteller
Matthias Reim in Folge 7 als Alex Reinhard
Sky du Mont in Folge 19 als Dr. Lanson, Justiziar des Stiftungsrates

## Auszeichnungen
1995 erhielt Ulrich Reinthaller für seine Rolle als Dr. Markus Kampmann den Bambi (Leserwahl - Ärzteserien).